# Radiigera taylorii
Radiigera taylorii är en svampart som först beskrevs av Lloyd, och fick sitt nu gällande namn av Sanford Myron Zeller 1944. Radiigera taylorii ingår i släktet Radiigera och familjen jordstjärnor.   Inga underarter finns listade i Catalogue of Life.